# Terellia ermolenkoi
Terellia ermolenkoi är en tvåvingeart som beskrevs av Valery Korneyev 1985. Terellia ermolenkoi ingår i släktet Terellia och familjen borrflugor. Inga underarter finns listade i Catalogue of Life.